# Gustav Adolph Conrad
Gustav Adolph Conrad (* 18. Februar 1841 in Leschkirch, Königreich Ungarn; † 1903 in Hermannstadt) war ein siebenbürgischer Forstwissenschaftler, Natur- und Heimatkundler und Begründer der siebenbürgischen Forstwissenschaft.

## Leben
Er war ein Sohn des Friedrich Georg Conrad (1795–1855), Königsrichter zu Leschkirch und Bruder des siebenbürgischen Diplomaten und kaiserlichen Hofagenten in Wien, Franz Conrad (1797–1846). Nach dem Studium der Forstwirtschaft an der Universität Klausenburg wurde Gustav Adolph Conrad zuerst kaiserlich-königlicher Bezirksoberförster und Leiter des k.u.k. Forst- und Herrschaftsamtes Topersdorf. Ab 1866, nach seiner Heirat mit der aus Broos stammenden Landadligen Louise Juhász (1846–1893), wurde er als Leiter des k.u.k. Bezirksforstamtes nach Hermannstadt berufen. Danach trat er der Freimaurerloge „St. Andreas zu den drei Seeblättern in Hermannstadt“ bei.

## Werk
Als Conrad auf einer Urlaubsreise nach Friaul-Julisch Venetien (Italien) kam, besuchte er an der Adria das Schloss Miramare. Wieder in Hermannstadt, ließ er an die „Villa Conradi“ einen ähnlichen Turm mit einer Aussichtsterrasse anbauen und fügte zu der englischen Parkanlage noch einen italienischen „Giardino“ hinzu. Dieses Anwesen an der bereits 1622 errichteten Soldischbastei („Am Soldisch“) war als alter Familiensitz in der Erbfolge nach dem Tod des Vorbesitzers Michael Freiherr von Brukenthal (1716–1773), einem Bruder von Baron Samuel von Brukenthal (1721–1803), an Gustav Adolph Conrad gekommen.
Dieses weite Grundstück zwischen der inneren und äußeren Stadtmauer reichte damals vom Heltauertor bis zur Soldischbastei. Im 17. Jahrhundert waren dort zwei Fischteiche und Obstpflanzungen angelegt worden. Später gab es dort auch noch eine Sägemühle und zwei Militärhäuser. Der südliche Teil des Grundstückes wurde 1879 unter Anleitung von Conrad zum Stadtpark umgestaltet, und auf dem nördlichen Teil wurden 1883 das Lutherhaus (später rumänisch Spitalul Luther) und die evangelische Johanniskirche erbaut.
Conrad war als Mitglied des SKV auch maßgeblich am „Hohe Rinne“-Projekt (1885–1891) beteiligt. Die Anregung zum Bau eines sächsischen Kurhauses im Gebiet der Sektion Hermannstadt des Siebenbürgischen Karpatenvereins (SKV) erhielt die Sektionsleitung  durch den k.u.k. Regimentsarzt Julius Pildner von Steinburg. Dieser hatte im März 1885 einen Vortrag über „Die Einwirkung des Höhenklimas auf die Gesundheit des Menschen“ gehalten. Daraufhin wurde Conrad von der Vereinsleitung beauftragt, einen geeigneten Bauort im Făgăraș-Gebirge oder im Zibinsgebirge zu suchen.
Nach etwa sechs Jahren mit zahlreichen Fußwanderungen hatte Conrad dann im Gebiet zwischen dem Păltiniș- und dem Oncești-Gipfel, in der Höhe von 1403 m, ein 13 Joch großes Waldstück ausfindig gemacht, das nach einer nahe gelegenen Quelle „Hohe Rinne“ – heute rumänisch Păltiniș – benannt wurde. Er unternahm nun die ersten Vermessungen und fertigte verschiedene Skizzen des zukünftigen Baugrundes an, wobei die besondere Bedeutung der Quelle zur Wasserversorgung ins Projekt mit einbezogen wurde. Nachdem das Gebiet damals als Grundbesitz der sächsischen Gemeinde Großau gehörte, begannen am 21. Oktober 1891 die Vorgespräche für einen Pachtvertrag. Die Gemeinde Großau wurde dabei vertreten durch Notar Georg Graef und Michael Hoprich. Seitens der SKV-Sektionsleitung Hermannstadt waren zugegen Obmann Friedrich A. Bell und Schriftführer Robert Gutt. Am 1. Januar 1891 wurde der Vertrag für 50 Jahre abgeschlossen.
Im Frühjahr 1892 begann man mit dem Bau des ersten siebenbürgischen Kurhauses, das am 10. Juni 1894 seiner Bestimmung übergeben werden konnte. Danach begann die SKV-Sektion Hermannstadt im Herbst 1894 mit dem Bau eines Touristenhauses, das im Jahr darauf fertiggestellt und eröffnet wurde. Im selben Jahr beschloss die Medizinische Sektion des Hermannstädter Vereins für Naturwissenschaften, dessen Mitglied Gustav Adolph Conrad war, auf der „Hohen Rinne“  auch ein Ärzteheim zu errichten. Gleichzeitig begann man außerdem mit dem Bau des k.u.k. Franz-Joseph-Militärkurhauses, das ebenfalls 1898 feierlich eröffnet wurde.
Als Conrad 1903 im Alter von 62 Jahren in Hermannstadt verstarb, kam das Anwesen „Am Soldisch“ – mit dem englischen Park und dem italienischen „Giardino“ – an seinen Sohn Gustav Conrad, Erziehungswissenschaftler und Waisenamtsleiter in Hermannstadt.